# Hartland Snyder
Hartland Snyder (ur. 1913 w Salt Lake City, zm. 1962) – amerykański fizyk, który wspólnie z Robertem Oppenheimerem udowodnił, że masywna gwiazda może ulec kolapsowi grawitacyjnemu, oraz stwierdził, że następujący po nim wybuch jest przyczyną rozbłysku supernowej. 
W 1939 roku Albert Einstein stwierdził, że nie jest możliwe naturalne powstanie ciemnych gwiazd (czarnych dziur). Założył, że zbiorowisko wirujących cząstek wewnątrz powstającej gwiazdy nigdy nie zapadnie się do rozmiarów mniejszych niż promień Schwarzschilda, i co za tym idzie, niemożliwe jest powstanie czarnych dziur (aby zmniejszyć rozmiar tego obłoku do rozmiaru mniejszego niż 1,5 promienia Schwarzschilda, cząstki musiałyby poruszać się szybciej od światła). 
W tym samym roku Robert Oppenheimer wraz ze swoim studentem, Hartlandem Snyderem, wykazali że czarne dziury mogą powstawać w wyniku zapadnięcia się starych gwiazd, która uległa implozji pod wpływem działania własnej grawitacji. 